# Südliches Wieselmeerschweinchen
Das Südliche Wieselmeerschweinchen oder Südliche Gelbzahnmeerschweinchen (Galea comes) ist eine Art aus der Gattung der Gelbzahnmeerschweinchen (Galea). Die Tiere kommen im südlichen Bolivien und im nördlichen Argentinien vor.

## Merkmale
Das Südliche Wieselmeerschweinchen hat eine Kopf-Rumpf-Länge von etwa 24,3 Zentimetern. Die Ohrlänge beträgt 22 Millimeter, die Hinterfußlänge 39 Millimeter; alle Angaben stammen dabei vom Holotypus der Art. Für das Gewicht liegen keine Daten vor, es entspricht etwa dem des Tiefland-Wieselmeerschweinchens (Galea leucoblephara). Das Rückenfell der Tiere ist olivgrün bis -braun und im Gegensatz zum Wieselmeerschweinchen (Galea musteloides) teilweise sandfarben gesprenkelt, die Bauch ist gelblich-weiß und es gibt eine unscharfe Trennung an den Körperseiten. Die einzelnen Rückenhaare sind an der Basis grau, mittig sandfarben oder braun und an der Spitze schwarz, während die Haare des Bauches ebenfalls grau an der Basis, jedoch weiß oder gelb im mittleren Bereich und der Spitze sind. Die Ohren sind oberseits mit orangefarbenen Haaren besetzt, zudem haben die Tiere gelbe Augenringe.
Der Schädel hat eine maximale Länge von 54 Millimetern. Die Tiere haben einen Karyotyp von 2n = 128 Chromosomen (FN=136).

## Verbreitung

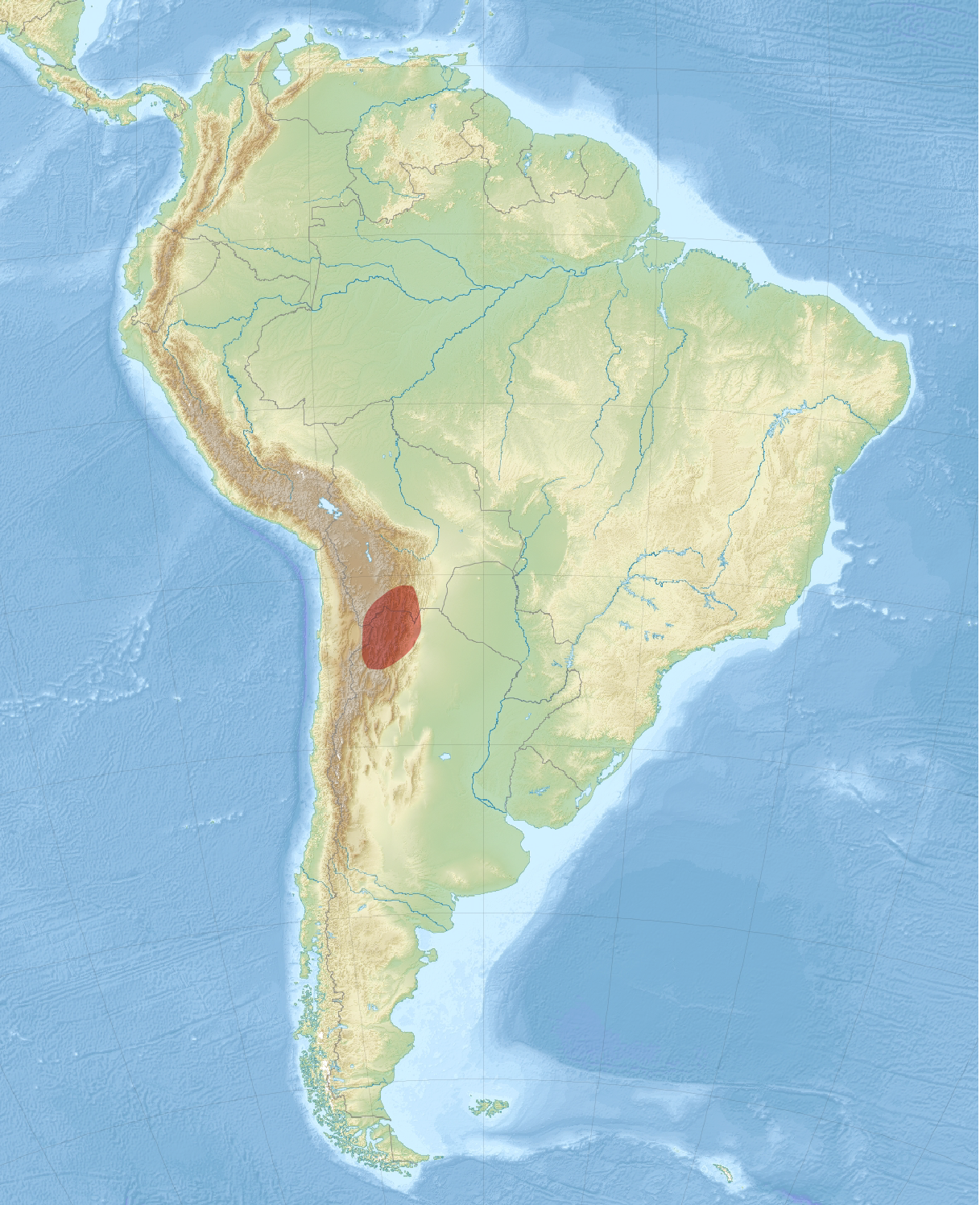
Verbreitungsgebiet des Südlichen Wieselmeerschweinchens

Die Art kommt im südlichen Bolivien im Departamento Tarija sowie im nördlichen Argentinien in der Provinz Jujuy vor.

## Lebensweise
Das Südliche Wieselmeerschweinchen lebt in den Höhenlagen der südlichen Anden, die Lebensräume sind durch trockene Böden und Brombeergestrüpp geprägt. Über die Lebensweise der Tiere liegen keine spezifischen Daten vor, wie andere Meerschweinchen sind sie Pflanzenfresser und ernähren sich vor allem von Gräsern und Kräutern. Sie bilden Kolonien und leben in Bauen am Boden, wobei sie wahrscheinlich verlassene Baue von Kammratten, speziell der Lewis-Kammratte (Ctenomys lewisi), nutzen und auch in deren Gesellschaft leben.

## Systematik

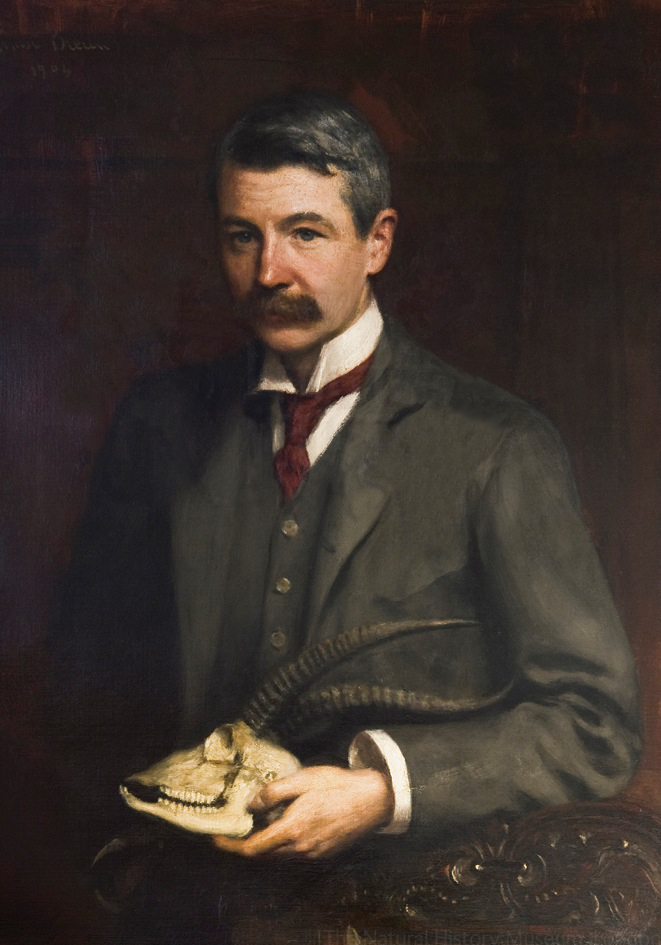
Oldfield Thomas, Gemälde von John Ernest Breun

Das Südliche Wieselmeerschweinchen wird als eigenständige Art innerhalb der Gelbzahnmeerschweinchen (Gattung Galea) eingeordnet. Die wissenschaftliche Erstbeschreibung stammt von dem britischen Zoologen Oldfield Thomas aus dem Jahr 1919, der die Art bereits als Galea comes beschrieb. Er gab den Ort Maimará in einer Höhe von 2230 Metern in der argentinischen Provinz Jujuy als Fundort für den Typus an. Thomas selbst synonymisierte die Art 1926 mit dem Wieselmeerschweinchen (Galea musteloides), sodass es lange Zeit als Form dieser Art betrachtet wurde. 2010 wurde es von Jonathan L. Dunnum und Jorge Salazar-Bravo wieder in den Artstatus erhoben.
Innerhalb der Art werden keine Unterarten unterschieden.

## Gefährdung und Schutz
Die Art wird von der International Union for Conservation of Nature and Natural Resources (IUCN) nicht in eine Gefährdungskategorie eingeordnet und stattdessen aufgrund fehlender Daten zur Lebensweise und zu den Beständen als „data deficient“ gelistet.

## Belege
1. 1 2 3 4 5 6 7 8 9 10  
Southern Highland Yellow-toothed Cavy Galea comes. In: T.E. Lacher jr: Family Caviidae In: Don E. Wilson, T.E. Lacher, Jr., Russell A. Mittermeier (Hrsg.): Handbook of the Mammals of the World: Lagomorphs and Rodents 1. (HMW, Band 6) Lynx Edicions, Barcelona 2016, S. 436. ISBN 978-84-941892-3-4.
2. 1 2 3 4 5 6 7 8  
Jonathan L. Dunnum: Jonathan L. Dunnum: Galea comes Thomas, 1919 In: James L. Patton, Ulyses F.J. Pardinas, Guillermo D’Elía (Hrsg.): Mammals of South America, Volume 2 – Rodents. The University of Chicago Press, Chicago 2015; S. 705. ISBN 978-0-226-16957-6.
3. 1 2  
Jonathan L. Dunnum, Jorge Salazar-Bravo: Phylogeny, evolution, and systematics of the Galea musteloides complex (Rodentia: Caviidae). Journal of Mammalogy 91 (1), 17. Februar 2010; S. 243–259. doi:10.1644/08-MAMM-A-214R1.1
4. ↑  
Galea comes in der Roten Liste gefährdeter Arten der IUCN 2022. Eingestellt von: N. Roach, 2016. Abgerufen am 26. Oktober 2022.